# Euneomys
Genre
Euneomys est un genre de rongeurs de la famille des Cricétidés.

## Liste des espèces
- Euneomys chinchilloides (Waterhouse, 1839)
- Euneomys fossor (Thomas, 1899)
- Euneomys mordax Thomas, 1912
- Euneomys petersoni J. A. Allen, 1903